# Paederota
Paederota é um género botânico pertencente à família Plantaginaceae. Tradicionalmente este gênero era classificado na família das Scrophulariaceae.

## Espécies
Apresenta 30 espécies:
Paederota ageria Paederota amherstiana Paederota angustifolia
Paederota axillaris Paederota bonae Paederota bonarota
Paederota borealis Paederota bracteata Paederota capitis
Paederota caerulea Paederota chamaedrifolia Paederota churchilli
Paederota churchillii Paederota cochlearifolia Paederota densifolia
Paederota humilis Paederota lutea Paederota minima
Paederota nudicaulis Paederota obliqua Paederota pontica
Paederota racemosa Paederota sibirica Paederota tubiflora
Paederota urticaefolia Paederota variegata Paederota villosula
Paederota virginica Paederota wulfenia Paederota zannichellii

## Nome e referências
Paederota Lineu